# Ligne de Moux à Caunes-Minervois

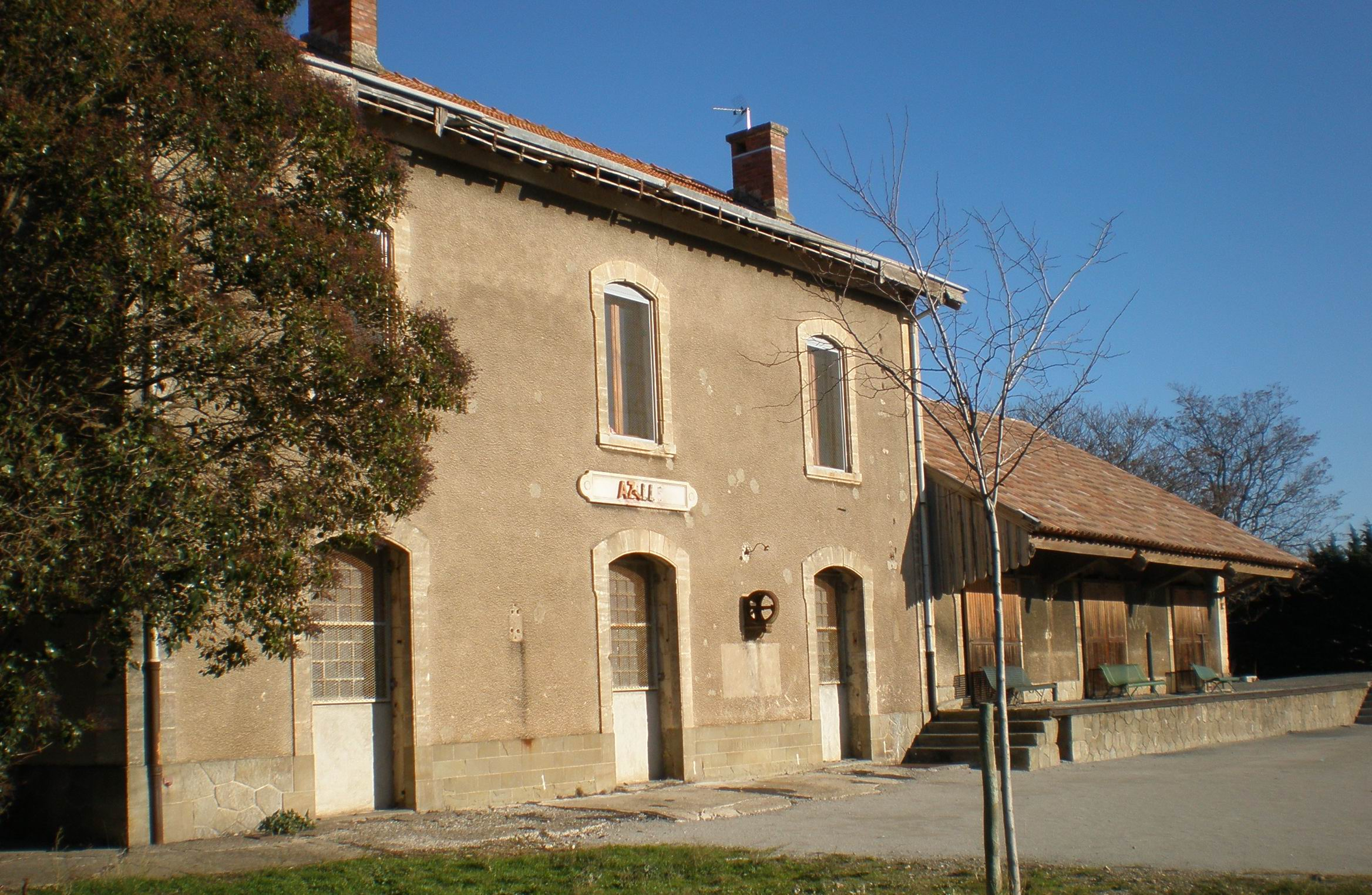
Les gares désaffectées d'Azille et ...

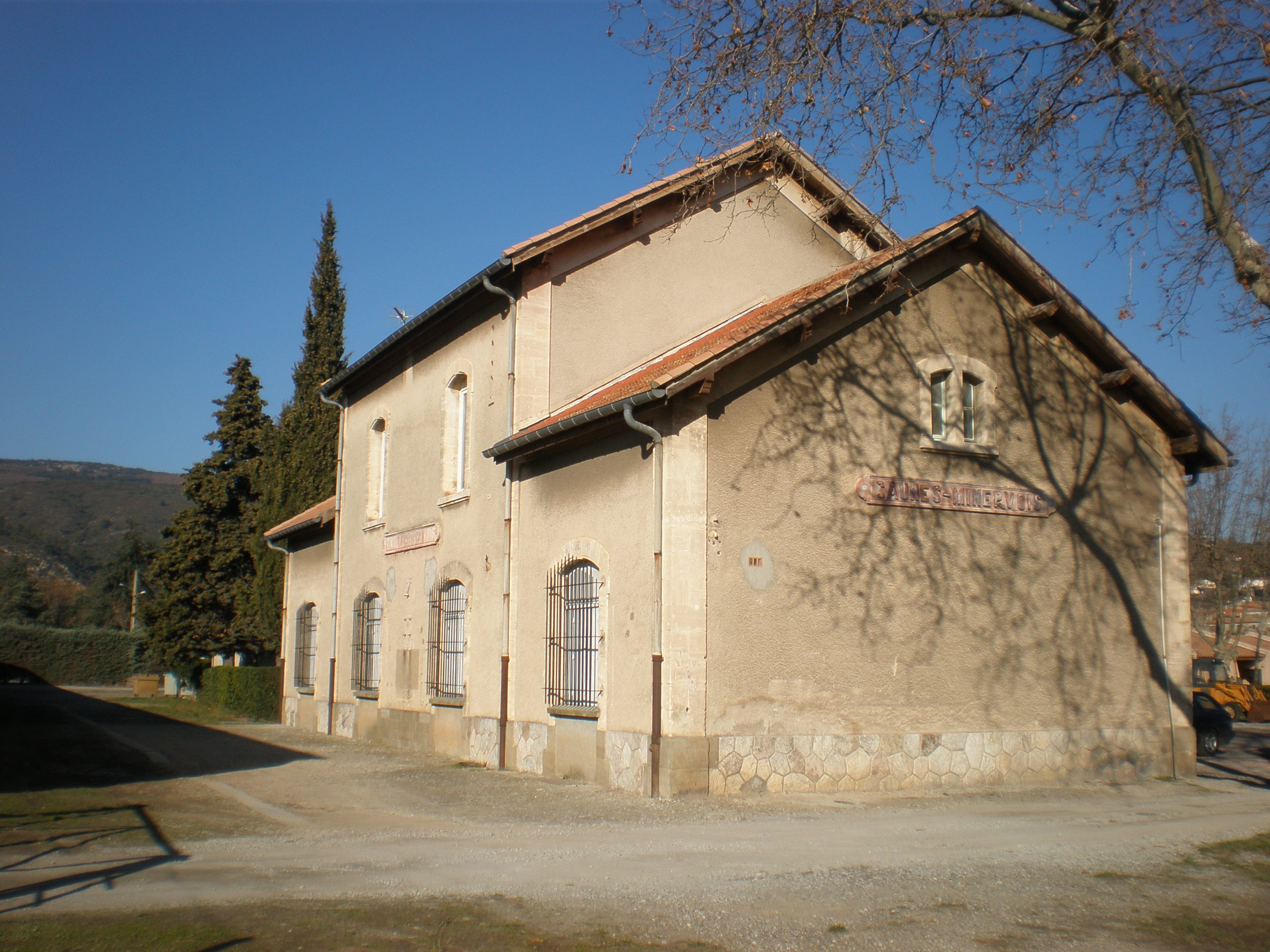
... de Caunes-Minervois en 2008

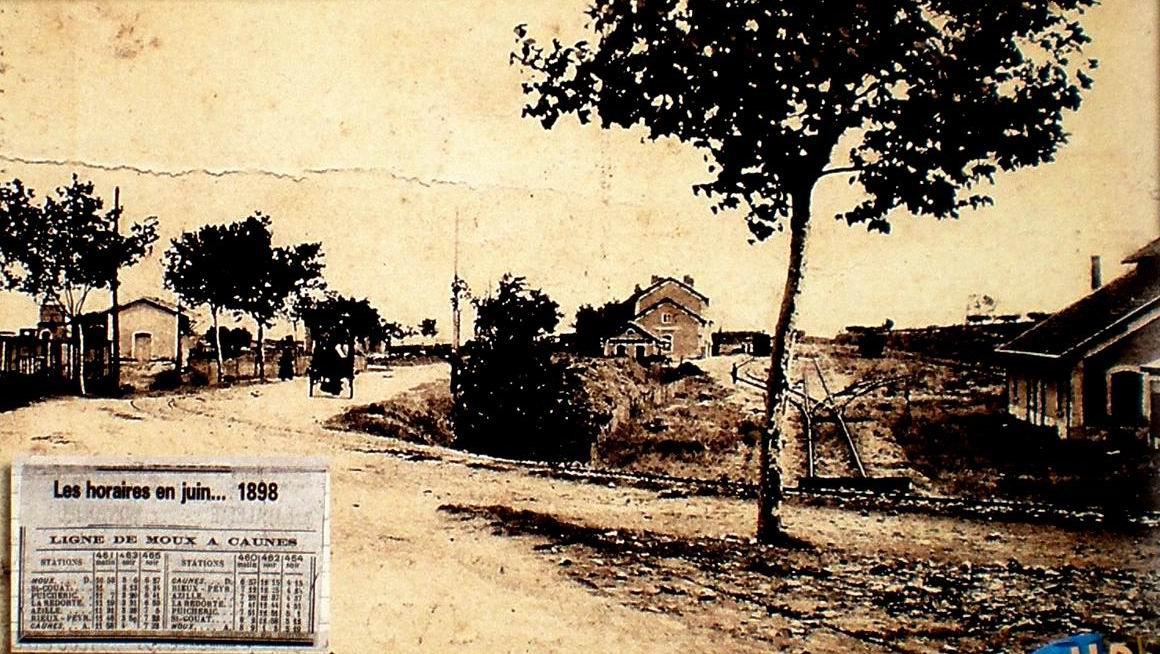
Les deux gares de Caunes-Minervois d'après une carte postale ancienne. En cartouche les horaires des trains en 1898

La ligne de Moux à Caunes-Minervois est une ancienne ligne ferroviaire française, longue de 28 kilomètres, établie dans le département de l'Aude. Elle a été mise en service par la Compagnie des chemins de fer du Midi et du Canal latéral à la Garonne en 1887 et a été définitivement fermée en 1969. Elle se greffait sur la ligne de Bordeaux-Saint-Jean à Sète-Ville en gare de Moux.
Elle constituait la ligne 735 000 du réseau ferré national.

## Historique
Cette ligne a été déclarée d'utilité publique par une loi le 14 décembre 1875. Cette loi approuve la convention entre le Ministre des travaux publics et la Compagnie des chemins de fer du Midi et du Canal latéral à la Garonne signée à la même date, et qui concédée à titre définitif la ligne.
Elle a été ouverte à l'exploitation le 4 juillet 1887.
Le 1er janvier 1935, les Compagnie des chemins de fer du Midi et de Paris à Orléans ont créé une communauté d'intérêt financière, commerciale et technique et mis en œuvre une fusion étendue de leur exploitation. C'est cette communauté qui a exploité la ligne, sous couvert de la concession à la Compagnie des chemins de fer du Midi, jusqu'à la nationalisation des chemins de fer qui a donné naissance à la SNCF le 1er janvier 1938.
Courant à travers les vignes de l'Aude, la ligne de Moux à Caunes a été construite à l'origine dans le but d'écouler la production viticole, l'une des principales productions de la région. Par ailleurs la carrière de marbre de Caunes fournira aussi du trafic au rail. Ce marbre réputé à la couleur rouge a servi à la décoration de nombreuses églises.
De ce passé ferroviaire il ne reste plus grand chose. La ligne de Moux à Caunes sera déposée quelques mois après la fermeture, quant aux tramways de l'Aude ils seront démantelés dès 1932.
Mais la trace de ces lignes ne s'est pas tout à fait effacée. Les gares de l'antenne entre Moux et Caunes sont toujours là, reprises par des particuliers ou par les municipalités. Les ponts défient le temps. Des chemins ont remplacé la voie ferrée. Parfois c'est la route qui emprunte l'ancienne plate-forme du chemin de fer.

### Déclassement
La ligne a été déclassée en totalité (PK 373,000 à 400,290) le 14 janvier 1972.

## Infrastructure
Son profil était moyen (rampes maximales de 11 ‰), mais a rendu nécessaire la construction de quelques ouvrages d'art, dont le pont assez important franchissant l'Aude peu avant Puichéric, d'une longueur de 188 mètres. 

## Exploitation
En 1898 six trains (trois dans chaque sens) parcouraient la ligne en environ une heure, reliant Moux à Caunes.
Le trafic des voyageurs, lui, sera toujours faible et dès 1939 il sera supprimé. Depuis cette date la ligne Moux-Caunes ne sera ouverte qu'au seul trafic des marchandises et cela jusqu'en 1969, année de la fermeture définitive de la ligne. 
Il est à noter que la gare terminus de Caunes-Minervois faisait face à une seconde gare: celle des Tramways de l'Aude de la ligne à voie métrique Carcassonne-Lézignan.

### Horaires de juin 1898
fac-similé des horaires publiés en 1898
| STATIONS        | 461 matin | 463 soir | 465 soir | STATIONS        | 460 matin | 462 soir | 464 soir |
| --------------- | --------- | -------- | -------- | --------------- | --------- | -------- | -------- |
| MOUX. . . D     | 10 54     | 3 6      | 6 27     | CAUNES . . . D. | 6 57      | 12 10    | 4 15     |
| St-COUAT        | 11        | 3 13     | 6 34     | RIEUX – PEYR    | 7 12      | 12 23    | 4 30     |
| PUICHERIC       | 11 7      | 3 20     | 6 41     | AZILLE          | 7 28      | 12 37    | 4 37     |
| LA REDORTE      | 11 19     | 3 31     | 6 53     | LA REDORTE      | 7 41      | 12 44    | 4 51     |
| AZILLE          | 11 31     | 3 43     | 7 5      | PUICHERIC       | 7 51      | 12 51    | 5 1      |
| RIEUX-PEYR      | 11 44     | 3 52     | 7 21     | St-COUAT        | 8 1       | 12 58    | 5 12     |
| CAUNES . . . A. | 11 52     | 4        | 7 31     | MOUX . . . . A. | 8 9       | 1 3      | 5 18     |

## La ligne dans le cinéma
En 1967, une séquence du film "Le Petit Baigneur" de Robert Dhéry, avec Louis de Funès, fut tournée à Azille, sur un passage à niveau gardé et équipé de barrières oscillantes. Un autorail unifié de 150 CV (série X 5500/ 5800) y fait deux fois un passage.
À cette époque la ligne entre Moux et Caunes n'a plus que deux années à vivre. Et la présence d'un autorail était exceptionnelle, pour les besoins du film, puisque plus aucun train de voyageurs ne circulait depuis 28 ans.